# Simulium acarayense
Simulium acarayense är en tvåvingeart som beskrevs av Coscaron och Peter Wolfgang Wygodzinsky 1972. Simulium acarayense ingår i släktet Simulium och familjen knott. Inga underarter finns listade i Catalogue of Life.